# Geißlerröhre

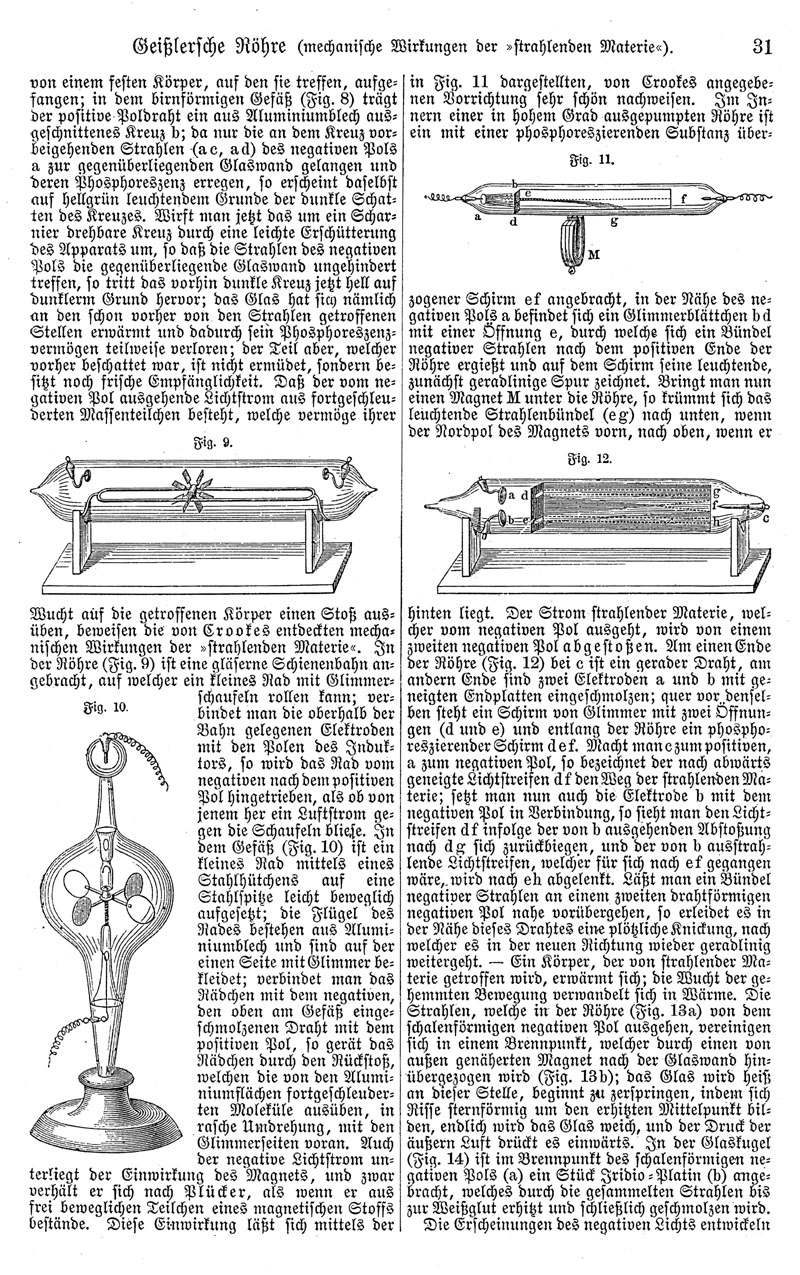
Geißlerröhren in Meyers Konversations-Lexikon (4. Auflage)

Die Geißlerröhre oder Geißlersche Röhre ist eine Kaltkathoden-Gasentladungsröhre zur Untersuchung und Demonstration von Gasentladungen.
Sie wurde im 19. Jahrhundert vom Instrumentenbauer Heinrich Geißler erfunden, der zugleich Glasbläser war.

## Aufbau und Funktion

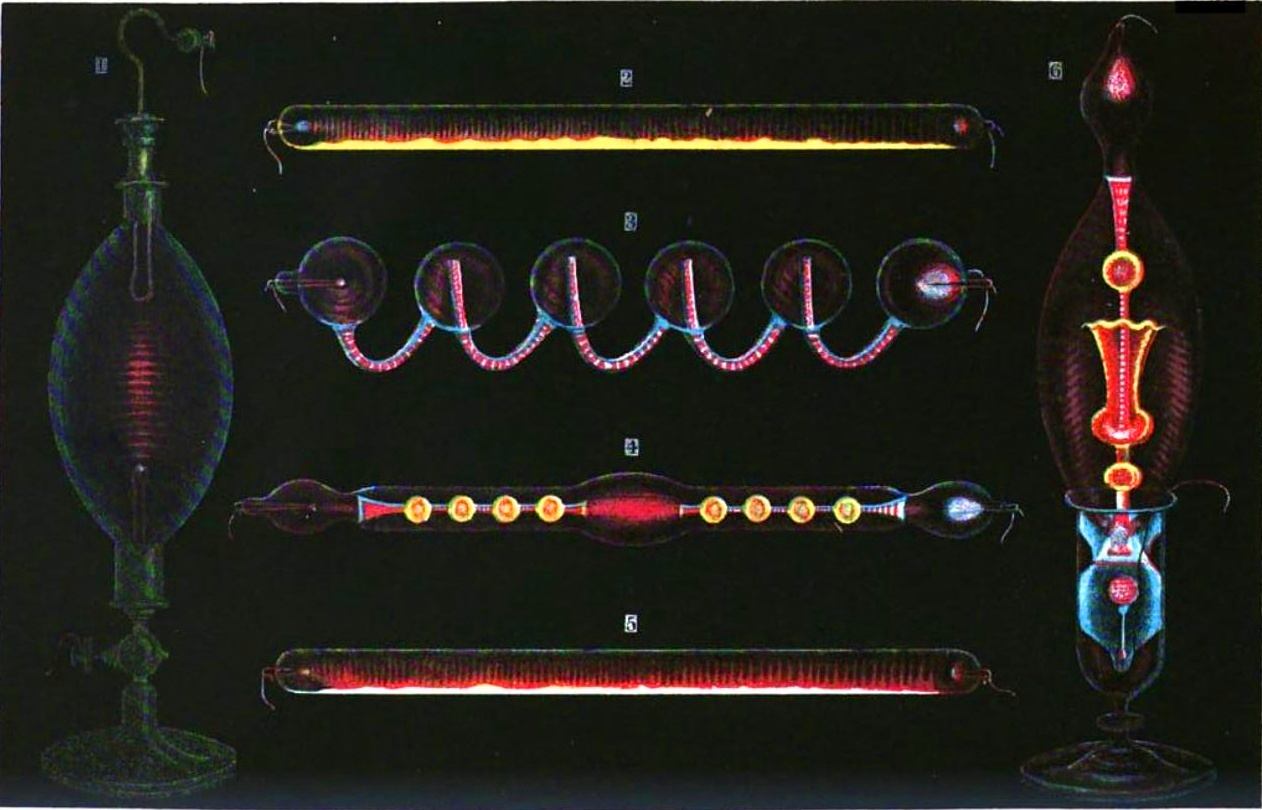
Zeichnung diverser Geißlerröhren (1869)

Die Geißlerröhre besteht aus zwei Elektroden (meist aus Aluminium), einer Kathode und einer Anode. Diese sind üblicherweise gleich geformt.
Die beiden Elektrodendurchführungen in das Innere der Röhre bestehen bei alten Röhren aus dünnem Platindraht, da dieser einen sehr ähnlichen Wärmeausdehnungskoeffizient wie Glas hat.
Die Elektroden sind in einer mit Gasen (z. B. Neon, Luft, Argon, Wasserstoff), Dämpfen (Wasser, Alkohol) oder Aerosolen gefüllten, teilevakuierten Glasröhre eingeschmolzen, die unterschiedlichste Formen haben kann.
So gibt es auch schraubenförmige Röhren mit fluoreszierendem Flüssigkeitsmantel oder solche aus Uranglas. Unterschiedliche Gase führen zu unterschiedlichen Farben und Spektrallinien der zum Leuchten angeregten Füllungen.
Die Betriebsspannung der Röhren liegt bei ca. 0,5 bis 20 kV, sie hängt vom Innendruck, vom Elektrodenabstand und von der Gasfüllung ab. Abhängig von Betriebsspannung und Innendruck kann beim Betrieb Röntgenstrahlung entstehen.
Serien solcher Röhren mit unterschiedlichem Innendruck dienen im Physikunterricht zur Demonstration der Vorgänge bei einer Gasentladung. So verringert sich mit zunehmendem Druck der Querschnitt des Entladungskanales, bis dieser bei Normaldruck zur Funkenentladung wird.
Geißlerröhren werden meist mit einem Funkeninduktor gespeist.